# Řád práce (Vietnam)
Řád práce (vietnamsky: Huân chương lao động) je vyznamenání Vietnamské socialistické republiky založené roku 1950. Udílen je ve třech třídách občanům Vietnamu za mimořádné úspěchy v práci, za kreativitu a národní pokrok.

## Historie a pravidla udílení
Řád byl založen vyhláškou prezidenta republiky č. 65B/SL ze dne 1. května 1950. Status řádu byl upraven zákonem ze dne 26. listopadu 2003. Tento zákon vešel v platnost dne 1. července 2004. Řád je udílen úřadujícím prezidentem Vietnamu.
Řád práce je udílen civilistům, příslušníkům ozbrojených sil i kolektivům za vynikající úspěchy v pracovní oblasti, oblasti tvořivosti nebo národní výstavby, zejména za vynálezy nebo vědeckou práci. Udělen může být za života oceněného stejně jako posmrtně. Je také udílen kolektivům, které vykazovaly vynikající úspěchy po dobu pěti a více let se zachováním vnitřní jednoty, spolupráce s komunistickou stranou a masovými akcemi.
Řád I. třídy se udílí osobám, které jsou již držiteli II. třídy tohoto řádu a mezi jejichž zásluhy patří vynález, objev, vědecká práce nebo umělecké dílo národního významu, jakož i osobám za jejich mimořádné zásluhy nebo dlouhodobý přínos pro stát či společnost. Udělena může být i držiteli řádu II. třídy po pěti letech, pokud vyznamenaný i nadále dosahuje významných úspěchů.
Řád II. třídy se udílí osobám, které jsou již držiteli III. třídy tohoto řádu a mezi jejichž zásluhy patří vynález, vědecké nebo umělecké dílo, jakož i dalším osobám za vynikající zásluhy nebo dlouhodobý přínos pro stát nebo společnost. Udílí se také držitelům řádu III. třídy po pěti letech, pokud vyznamenaní i nadále dosahují významných úspěchů.
Řád III. třídy se udílí osobám, které již dříve byly oceněny resortními vyznamenáními, jejichž vědecká nebo umělecká práce byla kladně posouzena příslušnou radou na ministerské úrovni, a dalším osobám s vynikajícími výsledky nebo dlouhodobými zkušenostmi s prací pro stát či společnost. Udílí se také týmům, které dosáhly vynikajících výsledků.

## Insignie
Řádový odznak má kruhový tvar o průměru 38 mm. Vyroben je z bronzu, který je pokrytý zlatem a slitinou niklu a kobaltu. Uprostřed je medailon se zlatou pěticípou hvězdou, jenž je umístěna na červeně smaltovaném pozadí. Pole vlevo je ohraničeno klasem rýže vpravo polovinou ozubeného kola, které jsou ve spodní části spojeny otevřenou knihou. Pod knihou je červeně smaltovaná stuha se zlatým nápisem Việt Nam. V horní části je červeně smaltovaný nápis Huân chương Lao động.
Stuha je červená s dvěma úzkými modrými pruhy. V jednotlivých třídách se liší počtem hvězdiček umístěných na stuze, tři pro I. třídu, dvě pro II. třídu a jedna pro III. třídu. Stuha pokrývá kovovou destičku ve tvaru pětiúhelníku. Tato destička je vyrobena z nerezové oceli potažené vrstvou zlata a slitiny niklu a kobaltu. Na destičce je napnuta polyesterová stuha.

## Třídy
Řád je udílen ve třech řádných třídách:

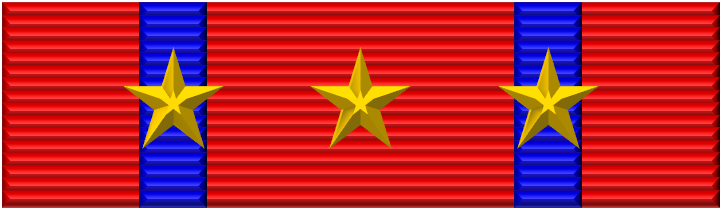
I. třída
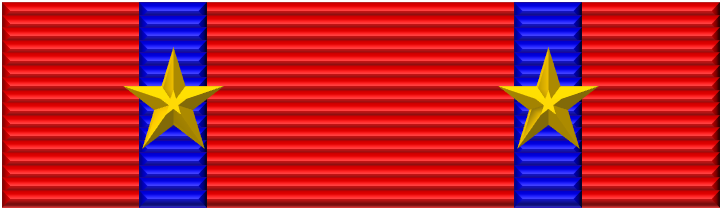
II. třída
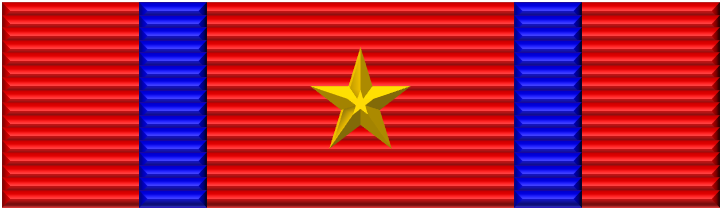
III. třída

- I. třída
- II. třída
- III. třída